# Syngonanthus nigroalbus
Syngonanthus nigroalbus är en gräsväxtart som beskrevs av Silveira. Syngonanthus nigroalbus ingår i släktet Syngonanthus och familjen Eriocaulaceae. Inga underarter finns listade i Catalogue of Life.